# 김세민 (야구 선수)
김세민(2003년 6월 14일 ~ )은 KBO 리그 롯데 자이언츠의 내야수이다.

## 롯데 자이언츠시절
2022년에 입단하였다. 2022년 6월 9일 삼성 라이온즈와의 경기에 출전하며 데뷔 첫 경기를 치렀고, 경기에서 희생 번트를 2회 기록했다.

## 출신 학교
- 강릉 중앙초등학교
- 포항제철중학교(전학) → 하슬라중학교
- 강릉고등학교